# WTA Nice Open
Il WTA Nice Open è stato un torneo femminile di tennis giocato nella sola edizione del 1988. Si è disputato al Nice Lawn Tennis Club di Nizza in Francia su campi in terra rossa.

## Albo d'oro

### Singolare
| Anno | Campionessa     | Finalista        | Punteggio |
| ---- | --------------- | ---------------- | --------- |
| 1988 | Sandra Cecchini | Nathalie Tauziat | 7–5, 6–4  |

### Doppio
| Anno | Campionesse                       | Finaliste                           | Punteggio     |
| ---- | --------------------------------- | ----------------------------------- | ------------- |
| 1988 | Catherine Suire Catherine Tanvier | Isabelle Demongeot Nathalie Tauziat | 6–4, 4–6, 6–2 |